# Albiorix (genre)
Pour les articles homonymes, voir Albiorix.
Genre
Synonymes
- Dinoroncus Beier, 1931

Albiorix est un genre de pseudoscorpions de la famille des Ideoroncidae.

## Distribution
Les espèces de ce genre se rencontrent au Mexique, aux États-Unis, au Chili et en Argentine.

## Liste des espèces
Selon Pseudoscorpions of the World (version 3.0) :
- Albiorix anophthalmus Muchmore, 1999
- Albiorix argentiniensis (Hoff, 1950)
- Albiorix chilensis (Ellingsen, 1905)
- Albiorix conodentatus Hoff, 1945
- Albiorix edentatus Chamberlin, 1930
- Albiorix magnus Hoff, 1945
- Albiorix mexicanus (Banks, 1898)
- Albiorix mirabilis Muchmore, 1982
- Albiorix parvidentatus Chamberlin, 1930
- Albiorix retrodentatus Hoff, 1945

et décrites depuis :
- Albiorix gertschi Harvey & Muchmore, 2013
- Albiorix meraculus Harvey & Muchmore, 2013
- Albiorix minor Harvey & Muchmore, 2013
- Albiorix oaxaca Harvey & Muchmore, 2013
- Albiorix puebla Harvey & Muchmore, 2013
- Albiorix rosario Harvey & Muchmore, 2013
- Albiorix sarahae Harvey & Muchmore, 2013
- Albiorix vigintus Harvey & Muchmore, 2013

Albiorix bolivari a été placée en synonymie avec Albiorix retrodentatus par Harvey et Muchmore en 2013.

## Publication originale
- Chamberlin, 1930 : A synoptic classification of the false scorpions or chela-spinners, with a report on a cosmopolitan collection of the same. Part II. The Diplosphyronida (Arachnida-Chelonethida). Annals and Magazine of Natural History, sér. 10, vol. 5, p. 1-48 & 585-620.